# Тапакуло темний
Тапакуло темний (Scytalopus chocoensis) — вид горобцеподібних птахів родини галітових (Rhinocryptidae).

## Поширення
Вид поширений уздовж тихоокеанського схилу на сході Панами, на заході Колумбії на південь до північно-західного Еквадору. Мешкає у підліску передгірських і нижньогірських лісів, переважно на висоті від 350 до 1100 метрів над рівнем моря.

## Опис
Птах завдовжки 11 см. Самці важать від 19 до 22,5 г, а самиці від 17 до 20,1 г. Оперення самця темно-сіре, нижня частина спини сіра з коричневим нальотом, а круп темно-коричневий з темними смугами. Знизу до нижньої частини живота він світло-сірий, червонувато-коричневий з темними смугами. Самиця подібна, але коричнева пляма поширюється на голову. Горло світліше, ніж верхня частина грудей; нижня частина живота іноді має жовтуваті висипання.